# Pistolet maszynowy Sa vz. 61 Škorpion
7,65 mm samopal vzor 61 Škorpion (7,65 mm Sa vz. 61) – czechosłowacki kompaktowy pistolet maszynowy produkowany w zakładach Česka Zbrojovka z Uherskiego Brodu.

## Historia konstrukcji
W latach pięćdziesiątych rola pistoletów maszynowych zaczęła maleć (zastępowały je karabinki automatyczne). Jednocześnie pojawiła się potrzeba wprowadzenia do uzbrojenia broni przeznaczonej do samoobrony dla obsług sprzętu i żołnierzy nie walczących na pierwszej linii. Nowa broń miała uzupełnić pistolety w uzbrojeniu organów porządkowych.
Ponieważ w Czechosłowacji podstawowym pistoletem używanym przez Milicję był pistolet CZ 50 kalibru 7,65 × 17 mm SR postanowiono, że nowy, przeznaczony do samoobrony, pistolet maszynowy będzie strzelał tym samym nabojem. Inny używany w Czechosłowacji nabój pistoletowy – 7,62 × 25 mm był zbyt silny dla małego pistoletu maszynowego, a nabój 9 × 18 mm Makarowa był jeszcze nieosiągalny.
Program konstrukcji nowej broni otrzymał kryptonim „Škorpion”. Podstawą do dalszych prac była analiza założeń konstrukcyjnych kompaktowego pistoletu maszynowego będąca pracą dyplomową inż. Miroslava Rybařa.
W 1959 roku powstał pierwszy egzemplarz pistoletu maszynowego Š-59 (Škorpion vz. 59). W 1960 roku rozpoczęto produkcję seryjną. Już dwa lata później po wyprodukowaniu ok. 3000 egz. pistoletu maszynowego vz. 59 rozpoczęto produkcję dopracowanej wersji wprowadzonej do uzbrojenia jako vz. 61. Dokładna data wprowadzenia do uzbrojenia nie jest znana, ale było to prawdopodobnie w 1963 roku (z tego roku pochodzi pierwsze wydanie instrukcji wojskowej pistoletu maszynowego vz. 61).
Produkcja pistoletu maszynowego vz. 61 została wstrzymana w 1966 roku, ale wznawiano ją w latach 1973–1976, 1978–1979 i 1992–1993. Poza pistoletami maszynowymi produkowanymi dla odbiorców oficjalnych wyprodukowano kilka serii Škorpionów „sterylnych”, pozbawionych jakichkolwiek oznaczeń i numerów seryjnych.
Wkrótce po rozpoczęciu produkcji Škorpiona kalibru 7,65 × 17 mm SR Miroslav Rybař rozpoczął prace nad wersjami swojego pistoletu strzelającymi silniejszymi nabojami. Pierwszy był ZB vz. 64 kalibru 9 × 17 mm Short (3 lub 4 egzemplarze), a następnie ZB vz. 65 kalibru 9 × 18 mm Makarowa (~9 szt.) i ZB vz. 68 kalibru 9 × 19 mm Parabellum (~20 szt.). Żaden z nich nie był produkowany seryjnie.
W 1970 roku zmarł Miroslav Rybař. Po jego śmierci do początku lat osiemdziesiątych nie powstawały nowe wersje Škorpiona.
Na początku lat osiemdziesiątych około 30 000 egz. pistoletu maszynowego vz. 61 zakupiła Jugosławia. Jednocześnie z zakupem pistoletów maszynowych zakupiono licencję (egzemplarze jugosłowiańskie były produkowane w zakładach Crvena Zastava w Kragujevacu jako M84).
Wprowadzenie do uzbrojenia armii czechosłowackiej pistoletu vz. 82 (CZ 82) i amunicji 9 × 18 mm Makarowa stało się impulsem do rozpoczęcia prac nad wersją strzelającą tym nabojem. Co prawda istniał już ZB vz. 65, ale uznano, że lepiej opracować nową wersję o uproszczonej konstrukcji. Konstruktorem nowej wersji został Jiří Čermák. Największą zmianą było zastąpienie komory zamkowej frezowanej na wykonaną techniką tłoczenia. Inną ważną zmianą była zmiana lufy klasycznie gwintowanej na poligonalną. Nowa wersja została wyprodukowana w ilości około 2–3 tys. sztuk. Egzemplarze seryjne (oznaczona jako Sa vz. 82) miały komory zamkowe frezowane (prawdopodobnie była to seria próbna i nie opłacało się wykonywać oprzyrządowania potrzebnego przy tłoczeniu). Rozwój tej wersji zakończył się po rezygnacji armii czeskiej z programu Samopalu vz. 82.
Na początku lat dziewięćdziesiątych powstała samopowtarzalna wersja vz. 91S przeznaczona na rynek cywilny. Produkcja tej wersji została zatrzymana po wprowadzeniu w Czechach nowych regulacji prawnych zakazujących posiadania broni o wyglądzie identycznym jak automatyczna broń wojskowa.
Ocenia się, że łącznie w Czechosłowacji (i później Czechach) wyprodukowano łącznie ok. 210 000 egz. pistoletu maszynowego vz. 61. Obecnie w ofercie Českiej Zbrojowki znajdują się wersje kalibru 9 × 18 mm (CZ Skorpion 82) i 9 × 19 mm (CZ Skorpion 9 × 19).

## Wersje
- Czechosłowacja\Czechy
  - Škorpion vz. 59 – pierwsza wersja seryjna. Stała szczerbina (nastawa 75 m), kolba składana przymocowana na stałe do komory zamkowej.
  - Samopal vz. 61 – najliczniej produkowana wersja kalibru 7,65 × 17 mm SR. Pistolety maszynowe produkowane w kolejnych latach różnią się drobnymi szczegółami konstrukcyjnymi. Celownik przerzutowy (nastawy 75 i 150 m), kolba osadzona na jaskółczym ogonie.
  - ZB vz. 64 (ZB mod 64) – prototypowa wersja kalibru 9 × 17 Short.
  - ZB vz. 65 (ZB mod 65) – prototypowa wersja kalibru 9 × 18 Makarowa.
  - ZB vz. 68 (ZB mod 68, ZB68) – prototypowa wersja kalibru 9 × 19 Parabellum.
  - Samopal vz. 82 (prototyp) – wersja kalibru 9 × 18 mm Makarowa, z tłoczoną komorą zamkową i lufą poligonalną.
  - Samopal vz. 82 (seryjny) – wyprodukowana w krótkiej serii wersja kalibru 9 × 18 mm Makarowa. Komora zamkowa frezowana, ale reszta mechanizmów jak w prototypie vz. 82.
  - vz. 91S – wersja samopowtarzalna. Produkowana w kalibrach 7,65 × 17 mm SR 9 × 17 mm Short i 9 × 18 mm Makarowa (łącznie około 800 szt.).
  - CZ Skorpion 82 – eksportowa wersja kalibru 9 × 18 mm, poza drobnymi zmianami identyczny z ZB vz. 65.
  - CZ Skorpion 9 × 19 – współcześnie produkowana eksportowa wersja kalibru 9 × 19 mm Parabellum. Praktycznie identyczna z ZB68.
- Jugosławia
  - M84 – wersja licencyjna, identyczna ze Skorpionami produkowanymi w Czechosłowacji w latach 1978–1979.
  - M84A – samopowtarzalna wersja przeznaczona na rynek cywilny.

## Opis konstrukcji
Pistolet maszynowy vzor 61 jest indywidualną bronią samoczynno-samopowtarzalną. Zasada działania oparta na odrzucie zamka swobodnego z opóźnionym ruchem powrotnym. Broń strzela z zamka zamkniętego. Kurkowy mechanizm spustowy. Bezpiecznik-przełącznik rodzaju ognia z nastawami ogień pojedynczy, ogień ciągły. Zasilanie z magazynków 10 i 20 nabojowych. Przyrządy celownicze składają się z muszki i celownika przerzutowego (nastawy75 i 150 m) ze szczerbiną

## Dane taktyczno-techniczne
| Wzór                                     | Škorpion vz. 59 | Samopal vz. 61 | ZB vz. 64 | ZB vz. 65 | ZB 68   | Samopal vz.82 seryjny | vz. 91S                   | CZ Skorpion 82 | CZ Skorpion 9 × 19 |
| Nabój                                    | 7,65x17mmSR     | 7,65x17mmSR    | 9x17mm    | 9x18mm    | 9x19mm  | 9x18mm                | 7,65x17mmSR 9x17mm 9x18mm | 9x18mm         | 9x19mm             |
| Masa broni niezaładowanej (kg)           | 1,28            | 1,28           | 1,3       | 1,3       | 2,03    | 1,44                  | 1,3                       | 1,44           | 2,03               |
| Długość broni z kolbą rozłożoną (mm)     | 517             | 517            | 522       | 522       | 595     | 563                   | 517                       | 517            | 595                |
| Długość broni z kolbą złożoną(mm)        | 270             | 270            | 270       | 270       | 305     | 270                   | 270                       | 270            | 305                |
| Długość lufy (mm)                        | 115             | 115            | 115       | 115       | 130     | 115                   | 113                       | 113            | 130                |
| Długość linii celowniczej (mm)           | 150             | 147            | 147       | 147       | 179     | 150                   | 147                       | 149            | 179                |
| Szybkostrzelność teoretyczna (strz./min) | 850             | 850            | 800       | 850       | 750-850 | 900                   | –                         | 900            | 750-850            |